# Trelly
Trelly är en kommun i departementet Manche i regionen Normandie i norra Frankrike. Kommunen ligger i kantonen Montmartin-sur-Mer som tillhör arrondissementet Coutances. År 2018 hade Trelly 655 invånare.

## Befolkningsutveckling
Antalet invånare i kommunen Trelly
| Referens: INSEE |